# Lancia Epsilon
Lancia Epsilon är en personbil, tillverkad av den italienska biltillverkaren Lancia mellan 1911 och 1912.
Epsilon var en större version av företrädaren Delta, avsedd för större och tyngre karosser.